# Bokermannohyla izecksohni
A Bokermannohyla izecksohni a kétéltűek (Amphibia) osztályának békák (Anura) rendjébe és a levelibéka-félék (Hylidae) családjába tartozó faj.

## Előfordulása
A faj Brazília endemikus faja, az ország délkeleti részén, São Paulo államban él. Természetes élőhelye a szubtrópusi vagy trópusi nedves síkvidéki erdők és időszakos édesvizű lápok. A fajt élőhelyének elvesztése fenyegeti.

## Természetvédelem
A faj élőhelyét erdőirtással tették tönkre mezőgazdasági területek és lakóhelyek létesítése céljából. Ismert elterjedési területe nem esik egybe egyetlen természetvédelmi területtel sem.